# Kick It Like Beckham
Kick It Like Beckham (Originaltitel: Bend It Like Beckham, in etwa: Schieß die Flanke wie Beckham) ist eine Filmkomödie der britischen Regisseurin Gurinder Chadha aus dem Jahr 2002.

## Handlung
Jesminder Bhamra, kurz Jess genannt, ist die Tochter einer in London-Hounslow lebenden Familie mit indischen Wurzeln und spielt gegen den Willen ihrer Eltern Fußball. Insbesondere ihre Mutter erwartet, dass Jess sich darum kümmert, die traditionelle indische Küche zu erlernen und andere Rollenerwartungen zu erfüllen.
Die indische Familie, die der Mittelklasse angehört, befindet sich mitten in den Hochzeitsvorbereitungen für Jess’ ältere Schwester Pinky. Pinky hat sich ihren Ehemann selbst ausgesucht, was in indischen Familien, in denen traditionsgemäß die Eltern Ehen arrangieren, ungewöhnlich ist. Zudem hat sich Pinky durchaus der englischen Gesellschaft angepasst, und sie geht auch nicht jungfräulich in die Ehe. Auf den ersten Blick scheint es, als ob es ihr gelungen sei, dies vor ihren Eltern zu verheimlichen, aber im Verlauf der Handlung macht die Mutter eine Bemerkung, aus der hervorgeht, dass sie es die ganze Zeit wusste.
Jess hingegen hat noch keinen Freund. Ihr Fußballtalent fällt auf, als sie mit männlichen indischen Freunden im Park Fußball spielt. Sie lernt die gleichaltrige Juliette „Jules“ Paxton, eine weiße Engländerin, kennen. Diese überredet Jess, sich der Frauenfußballmannschaft anzuschließen, in der sie selbst spielt. Juliette hat selbst unter ihrer hysterischen Mutter zu leiden, die sie für eine Lesbe hält, weil sie im Verein Fußball spielt.
Jess wird bald zu einer Leistungsträgerin des Teams und verliebt sich in ihren Trainer Joe. Joe hatte selbst unter seinem Vater zu leiden. Dieser hatte ihn dazu getrieben, immer weiter zu trainieren. Um dem Vater zu demonstrieren, dass er kein Weichling sei, zog er sich eine Verletzung zu und wurde Sportinvalide. Zunächst gibt Jess ihren Eltern gegenüber offen zu, in einer Frauenfußballmannschaft zu spielen. Nachdem ihre Mutter das ausdrücklich verbietet, schleicht sich Jess heimlich aus dem Haus unter  dem Vorwand, arbeiten zu gehen. Für einige Zeit gelingt es ihr, ihre Aktivitäten auf dem Fußballfeld vor ihren Eltern zu verbergen. Irgendwann fliegt ihr Geheimnis auf, und sie arrangiert sich mit ihrer Schwester Pinky, die sie deckt.
Gemeinsam mit dem Team fliegt Jess nach Hamburg zu einem Spiel. Dort kommt es beinahe zu einem Kuss zwischen ihr und Joe, der die Freundschaft zu Jules auf eine schwere Probe stellt. Auch Jess’ Heimlichkeiten vor den Eltern kommen heraus.
Vor einem wichtigen Endspiel, das am selben Tag stattfindet wie die Hochzeit von Pinky, muss sich Jess entscheiden, ob sie daran teilnimmt oder bei der Hochzeit ihrer Schwester Pinky dabei ist. Von ihrer Familie wird letzteres erwartet und man legt ihr nahe, das Fußballspielen aufzugeben. Jess bekommt jedoch unerwartet Hilfe von ihrem Vater, der sieht, wie unglücklich sie auf der Hochzeit ist. Mit dessen Hilfe und der ihres homosexuellen Freundes Tony kommt Jess gerade noch rechtzeitig zur zweiten Halbzeit und kann spielen.
Kurz vor dem Spiel versöhnen sich Jess und Jules wieder. Ein US-amerikanischer Talentscout ist von der Leistung der beiden Mädchen überzeugt, so dass sie ein Fußball-Stipendium an einer US-amerikanischen Universität erhalten. Jess überredet ihre Eltern, ihr zu erlauben, in die USA zu fliegen. Dabei wird sie vor allem von ihrem Vater unterstützt, der bedauert, seine eigene sportliche Karriere abgebrochen zu haben. Er wollte als junger Mann in England Cricket spielen, bis er durch rassistische Bemerkungen weißer Engländer gedemütigt wurde und seine Mannschaft verließ. Er möchte nun seiner Tochter die Chance einräumen, die er nicht bekommen hat. Auch Joe kommt zum Flughafen, um sich von ihr zu verabschieden, nachdem sie ihm gesagt hat, dass sie keine Beziehung mit ihm haben kann. Aber dann wird ihnen beiden klar, dass sie verliebt sind, und sie beschließen, es Jess’ Eltern zu berichten, wenn Jess aus den USA zurückkommt.

## Hintergrund
- Der Film wurde in London, Hamburg, Middlesex und Surrey gedreht.[2]
- Im darauffolgenden Jahr erschien die am Film orientierte englischsprachige Schullektüre Bend It Like Beckham von Narinder Dhami, die im Englischunterricht deutscher Schulen verwendet wird.
- Die Fußballspielerinnen wurden von Simon Clifford gecoacht, dem Cheftrainer der brasilianischen Fußballschule Futebol de Salão.
- Beinahe alle mitwirkenden Spielerinnen sind tatsächlich professionelle Spielerinnen.
- Das deutsche Team bestand aus Fußballerinnen des Hamburger Vereins Grün-Weiß Eimsbüttel.
- Viele der Hochzeitsgäste sind Verwandte der Regisseurin Gurinder Chadha.
- Jess trägt die Trikotnummer 7, dieselbe Nummer, die Beckham bei Manchester United und in der Nationalmannschaft trug.
- Parminder Nagra hatte Angst, dass sie wegen ihrer Narbe die Rolle nicht bekommen würde. Stattdessen wurde sowohl die Narbe als auch ihre reale Entstehungsgeschichte in den Film aufgenommen.
- Da sowohl David Beckham als auch der Begriff bend in den USA unbekannt sind, wollte 20th Century Fox für den amerikanischen Markt den Film in Move it like Mia umbenennen, um ihn an die bekanntere Fußballspielerin Mia Hamm anzulehnen. Regisseurin Chadha setzte sich dagegen ein. Für den deutschen Markt wurde ebenfalls vorausgesetzt, dass der englische Begriff bend unbekannt sei, und deswegen seitens des Verleihers ein alternativer englischsprachiger Titel für den Film gewählt.
- Melanie C wollte unbedingt, dass ihr Lied Independence Day für den Film verwendet wird, und schrieb deshalb extra den Text zum Film passend um.
- Im ersten Filmscript war Jess in Jules verliebt und nicht in Joe.
- Im Film sind Jess und Jules im selben Alter, tatsächlich ist Keira Knightley (* 1985) zehn Jahre jünger als Parminder Nagra (* 1975).
- In der Simpsons-Folge Marge online entdeckt Lisa durch den Film ihr Interesse an Fußball.
- Am 26. Dezember 2010 wurde der Film als erster westlicher Spielfilm überhaupt im nordkoreanischen Staatsfernsehen gezeigt. Anlass war das zehnjährige Bestehen der britisch-nordkoreanischen Beziehungen. Die TV-Fassung wurde um einige Szenen auf 104 Minuten gekürzt.[3]
- Die Sängerin der Band All Saints Shaznay Lewis spielt eine Nebenrolle als Fußballerin in Jess’ Team.
- Im Vorspann sind die englischen Fußballspieler Gary Lineker, Alan Hansen und John Barnes als Sportmoderatoren mit Jess’ Mutter zu sehen.
- Am Ende des Films wird in der Abschiedsszene am Flughafen London Heathrow gezeigt, wie David und Victoria Beckham, gefolgt von Fotografen, am Flughafen einchecken.

## Kritiken
„Ein im englischen Upperclass-Milieu angesiedelter Film, der die Schwierigkeiten einer multikulturellen Gesellschaft anspricht, seine Lösungsstrategien jedoch auf eine eher märchenhafte Ebene verlagert. In prächtigen Farben und in Anlehnung an das populär unterhaltende ‚Bollywood‘-Kino gestaltet, kann er seine kämpferisch-emanzipatorische Haltung letztlich nicht einlösen.“

„Dank sympathischer Jungstars und federleichtem Witz wurde hier aus Multikulti schnell Kultimulti.“

„Gurinder Chadhas klassischer Genremix aus Drama und Komödie ist ein sympathisches, relativ unprätentiöses Stück Kino, dass die Konfliktstoffe Kind-Eltern und England-Indien charmant aufbereitet und dabei nicht die Prise Humor vergisst. Dennoch kann der Film letztlich kein Genre vollständig zu Ende führen und so bleibt ihr sicher nur als anspruchslose Dramödie intendierter Film etwas auf der Strecke.“

„Wer glaubte, die Multi-Kulti-Komödie „East is East“ sei in Witz nicht zu toppen, hat sich geirrt. Gurinder Chadhas Kick It Like Beckham ist noch einen Tick amüsanter... Kick It Like Beckham ist pralle Lebensfreude in buntem Bilderrausch verpackt mit einigen Links zu ernsthafteren Themen wie latenter Rassismus, Vorurteile, Rivalität. Da akzeptiert man sogar das Super-Happy-End.“

„Bei aller Detailverspieltheit und Gesellschaftstudie geht leider der Spannungsbogen ein wenig verloren und gerade am Ende weist der Film deutliche Längen auf, die viele, die der Gesamtthematik nicht soviel abgewinnen können, eher langweilen. Insgesamt ist der Film sicherlich eher für die weiblichen Zuschauer interessant, die sich von der Thematik Fußball und dem Namen ‚Beckham‘ im Titel nicht abschrecken lassen sollten.“

## Filmpreise

### Auszeichnungen
- 2002: Auszeichnung des Norwegischen Internationalen Filmfestivals, des Sydney-Filmfestes, des Internationalen Marrakesch-Filmfests, des Dinard British Filmfestivals, des Internationalen Filmfestivals von Locarno und des Internationalen Festivals für Frauen im Kino in Bordeaux. British Comedy Award
- 2003: ALFS Award, ESPY-Award, Film Discovery Jury Award, Guild Film Award in Silber, Publikumspreis des East Lansing Filmfestivals, Gilde-Filmpreis in Silber
- 2004: GLAAD Media Award
- Die Deutsche Film- und Medienbewertung FBW in Wiesbaden verlieh dem Film das Prädikat besonders wertvoll.

### Nominierungen
- 2002: British Independent Film Award, Europäischer Filmpreis, „Goldener Hitchcock“ des Dinard British Filmfestivals
- 2003: Alexander Korda Award für den besten britischen Film, Empire Award, Eddie-Award
- 2004: Golden Globe Award, Satellite Awards, Image Award, OFCS Award, PFCS Award, WGA Award[10]